# قشلاق صوفی قدیر
قشلاق صوفی قدیر یک روستا در ایران است که در استان اردبیل واقع شده‌است. قشلاق صوفی قدیر ۳۸ نفر جمعیت دارد.